# Hellmut Schmalz (Pflanzenzüchter)
Hellmut Schmalz (* 25. Juli 1924 in Michelwitz; † 13. Februar 1998 in Hohenthurm) war Pflanzenzüchter und Hochschullehrer in Halle (Saale).

## Leben und Wirken
Er wurde als Sohn eines Landwirts geboren, durchlief nach der Lehre die Landwirtschaftsschulen in Pegau und Eisenach, studierte 1947/50 an der Landwirtschaftlichen Fakultät der Martin-Luther-Universität Halle-Wittenberg und schloss als Diplomlandwirt ab. Danach war er Assistent am dortigen Institut für Pflanzenzüchtung bei Prof. Walther Hoffmann und promovierte bei ihm 1951 zum Dr. agr. 1958 erfolgte die Habilitation für das Fach Pflanzenzüchtung, im gleichen Jahr die Ernennung zum Dozenten und 1960 zum Professor mit Lehrauftrag. 1963 wurde er Direktor des Instituts für Pflanzenzüchtung mit Sitz in Hohenthurm und 1968 nach der III. Hochschulreform der DDR Leiter des Wissenschaftsbereichs Pflanzenzüchtung der Sektion Pflanzenproduktion. 1989 trat er in den altersmäßigen Ruhestand, veröffentlichte aber später aus dem Institut für Pflanzenzüchtung und Pflanzenschutz der neuen Landw. Vollfakultät noch interessante Ergebnisse aus witterungsstatistischen Untersuchungen.
Schmalz befasste sich mit der Entwicklungsphysiologie von Saatweizen (Triticum aestivum), dem Sortencharakter der Winter- und Sommergetreidearten und einer Schnellmethode zur Unterscheidung von Winter- und Sommergetreidearten. Er erkannte die Bedeutung der Mutationszüchtung, verfolgte die Vererbbarkeit erworbener Eigenschaften, lehnte die Auffassungen von Trofim Denissowitsch Lyssenko ab und vertrat das auch in seinem Lehrbuch „Pflanzenzüchtung“, das vier Auflagen erlebte und in zwei Sprachen übersetzt wurde. Schmalz befasste sich mit Biotechnologie und Gentechnik und war dabei an der Entstehung vier neuer Winterweizen- und zwei Wintergerstensorten beteiligt. Er betreute etwa 600 Diplomarbeiten, mehrere Doktoranden (auch aus fernen Ländern) und verfasste rund 100 wiss. Beiträge. Er setzte sich besonders für ein Spezialstudium Pflanzenzüchtung in Halle ein. 1962–1966 war er Dekan seiner Fakultät und 1967–1972 Prodekan für Forschung.

## Veröffentlichungen
- Entwicklungsphysiologische Untersuchungen am Saatweizen Triticum aestivum L., insbesondere über die Bedeutung der photoperiodischen Veranlagung für die Ausbildung der Sortencharaktere. Diss. Landw. Fak. 1951, 114 Bl.
- Untersuchungen zur Vererbung des Sommer-Winter-Typus und der Winterfestigkeit sowie morphologischer und ertragsphysiologischer Merkmale des Weizens. Hab.-Schr. Landw. Fak. Halle, 1958, 159 Bl.
- Pflanzenzüchtung: Entwicklung, Stand, künftige Aufgaben. Eine Einführung in die Grundlagen, Methoden und Ziele der Pflanzenzüchtung. Berlin 1964, 280 S.; 2. Aufl. 1969, 278 S.; 3. Aufl. 1980, 352 S.; 4. bearb. Aufl., Berlin 1989, 363 S.
- Die Landwirtschaftliche Fakultät der Martin-Luther-Universität Halle-Wittenberg. In: Kühn-Archiv, Sdb. 1963, S. 21–29
- Beiträge zur Kenntnis der Variabilität der Witterungserscheinungen Lufttemperatur und Niederschlag im bisherigen 20. Jahrhundert in Mitteleuropa (Potsdam) und deren Einfluss auf Pflanzenbau und Pflanzenzüchtung. Halle (Saale), als Manuskript gedruckt, 1992, 360 S.
- Witterungsstatistische Untersuchungen (Lufttemperatur und Niederschlag) für Mitteleuropa seit 1761 bzw. 1901. Halle 1995, 206 S.